# Palais royal de Mascate
Le palais royal de Mascate (en arabe : قصر العلم, Qasr al-'Alam, « le palais du Drapeau ») est un palais situé à Mascate, la capitale d'Oman. C'est la résidence du sultan d'Oman qui n'y vit pas, mais y reçoit généralement ses hôtes de marque.

## Histoire
Il a été construit en 1972, soit deux ans après l'accession du sultan Qabus.